# Symeon
Denna artikel behandlar den bibliska personen. För andra med namnet Symeon, se Symeon (namn).

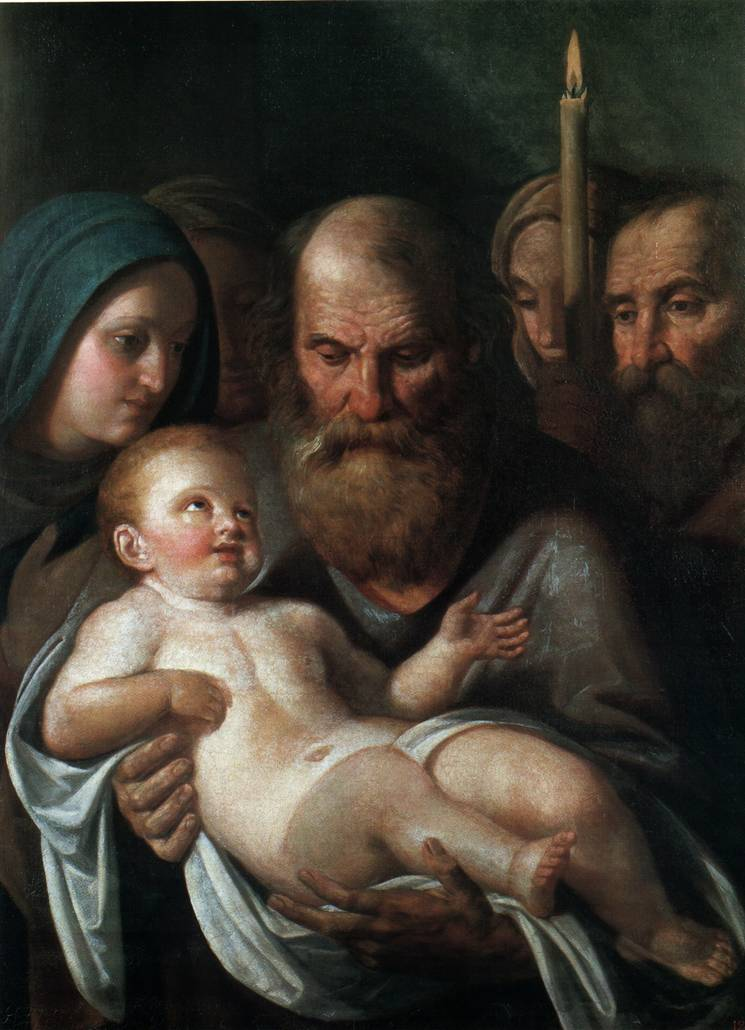
Symeon och Jesusbarnet. Målning av Alexej Jegorov, cirka 1840.

Symeon var enligt Lukasevangeliet en from jude. Han hade fått i löfte av Gud att inte dö förrän han skådat Messias. I kapitel 2 berättas det om när Symeon i templet möter den nyfödde Jesus och dennes föräldrar.
Symeons lovsång (Lukasevangeliet 2:29–32), på latin Nunc dimittis, sjunges bland annat vid Completorium (den dagliga kvällsbönen i exempelvis kloster).
Herre, nu låter du din tjänare gå hem,
i frid, som du har lovat.
Ty mina ögon har skådat frälsningen
som du har berett åt alla folk,
ett ljus med uppenbarelse åt hedningarna
och härlighet åt ditt folk Israel.